# Davron
Davron è un comune francese di 282 abitanti situato nel dipartimento degli Yvelines nella regione dell'Île-de-France.
Il territorio comunale è bagnato dal Ru de Gally.

## Storia

### Simboli
Il primo quarto riprende il blasone di Claudio di Bullion che fece costruire il castello di Wideville intorno al 1635. Il secondo è lo stemma della famiglia Gallard. Il terzo ricorda Mme Vincent che fu sposa di Claudio di Bullion. Il covone simbolizza l'attività agricola di Davron.

## Società

### Evoluzione demografica
Abitanti censiti